# МФК PHOTOS
МФК PHOTOS（エムエフカー フォトズ / MFK PHOTOS）は、主にロシアのモスクワ及び日本の東京で活動する写真家集団。МФК PHOTOSは「モスクワ写真部」のロシア語であるМосковский фотоклубの略称「МФК」と写真家集団であることを強調するためのPHOTOSから成り立っている。設立は2011年にモスクワにて。

## 概要
モスクワでは毎月1回メンバーのレベルアップを目的とした写会「У Колодца（ウカロッツァ）」を行っている。「У Колодца」は俳句の句会という互選会の運営方法を参考にして企画された。また、東京でも2ヶ月に1回、同様のУ Колодцаが開催されている。この他にも講師による写真講座を同時開催しており、初心者でも参加ができる集団である。メンバー向けの活動以外にもイベント等でのカメラマン派遣や、イベント併設の写真展協力などを行っており、写真販売もされている。ロシア発祥の団体のため、日露文化交流を中心とした活動が多いが、メンバーは日露以外にも多くの国で在籍しており、グローバルでの活動へと拡がっている。世界各国合計で約200名のメンバーが在籍。

## 誕生までの歴史
2011年に当時モスクワに住んでいた写真家中村正樹が、他のカメラマンやカメラメーカー、写真愛好家を集めて設立された。当時は「モスクワ写真部」という名前だったが、活動範囲が広がった事もあり「МФК PHOTOS」という団体名も併用している。
У Колодцаは2014年11月に第1回目が開催されて以降、現在まで続いている。

## メディア掲載
- 2014年 4月 モスクワナビ表紙写真提供開始 （2017年 7月に紙媒体での発行を終了）
- 2016年 11月 モスクワのジャパンクラブ[2]会報に寄稿スタート。「Фoto & Days」と題したメンバーのフォトエッセイ
- 2017年 9月 日本ユーラシア協会[3]発行、月刊紙『日本とユーラシア』のМФК PHOTOSの連載「ユーラシアの街角で」が開始

## 展示会
- 2017年 1月、ジャパンクラブ・日本国大使館共催「新年会」にて「モスクワ写真部作品展～私の好きなロシア～」開催（モスクワ）
- 2017年 2月、ソプラノとピアノによる「冬のロシア」写真展（東京）
- 2017年 3月、レストラン『CornerCafe& Kitchen』にて、モスクワ写真部作品展（常設展）（モスクワ）
- 2017年 7月、「ロシアの夕べ」写真展開催（東京）
- 2017年 8月、「光とリズム」～音と写真の世界～写真展開催（東京）
- 2017年 10月、「ふるさとー私の日本」写真展開催（モスクワ）
- 2017年 11月、中村正樹の「ロシアの裏舞台」写真展開催（東京）
- 2017年 12月、中村正樹の「ロシアの夜明け」[4]写真展開催（東京）
- 2018年 1月、YAJ(矢島徹至)の「Tres Rasones －3つの理由－」[5]写真展開催（東京）
- 2018年 1月、ジャパンクラブ・日本国大使館共催「新年会」にて「モスクワ写真部作品展～私の好きなロシア～」開催（モスクワ）
- 2018年 2月、高橋俊輔の「四季彩鉄道写真紀行」写真展開催（東京）
- 2018年 2月、「光とリズム」～音と写真の世界～写真展開催（東京）
- 2018年 3月、永瀬栄一の「Amarcord」写真展開催（神奈川）
- 2018年 3月、高橋俊輔の夜の鉄道写真展「よるてつ」開催（東京）
- 2018年 4月、YAJ(矢島徹至)の「Cuba Si!」写真展開催（東京）
- 2018年 5月、中村正樹の「Рассвет Японии -日本の夜明け-」写真展開催（モスクワ）
- 2018年 5月、奥竹翠の「Японские сезоны 春夏秋冬」写真展開催（モスクワ・サンクトペテルブルク）
- 2018年 6月、高橋俊輔の「鉄展 -鉄路と人-」写真展 (東京)
- 2018年 8月、「ロシアの調べ」写真展 (神奈川)
- 2018年 9月、「レンズの奥のロシア」写真展(東京)
- 2018年 10月、中村正樹の「祈り十色」写真展(東京)
- 2018年 10月、「レンズの奥のロシア」写真展 巡回展 in 群馬(群馬)
- 2018年 11月、「Sparkle」写真展(東京)
- 2018年 10月、YAJ(矢島徹至)の「ニテヒナル Куба ・Rusia」[6]写真展(茨城)
- 2018年 12月、YAJ(矢島徹至)の「ニテヒナル Куба ・Rusia」[7]新春アンコール写真展(東京)
- 2018年 1月、作品展 ウ・カロッツァ ユキニモマケズ ジュウニカゲツ[8](モスクワ)
- 2019年 2月、高橋俊輔の「鉄展 -鉄路と人- season 2」写真展[9](東京)
- 2019年 3月、奥竹翠の「花かほる 春のしらべ」写真展[10](東京)
- 2019年 4月、奥竹翠の「ロシアの大地に抱かれて」写真展[11](埼玉)
- 2019年 4月、高橋俊輔の「鉄道写真のような、そうでないような鉄道写真展」[12](東京)
- 2019年 5月、坂本航司の「ロシアの四季」写真展[13](東京)
- 2019年 6月、「4 notes from Russia」写真展[14](東京)
- 2019年 9月、「スクリャービンとロシアの音色」写真展[15](東京)
- 2019年10月、「レンズの奥のロシア」写真展 2019 in 群馬[16](群馬)
- 2020年 1月、YAJ(矢島徹至)の「子子展 – NEKO TEN- 子子(¡Vamos! & Давай! )と世界の猫たち」写真展[17](東京)
- 2021年 3月、YAJ(矢島徹至)の「¡Venga Vamos! – スペイン巡礼の旅 –」写真展[18](東京)

## メンバー受賞歴
- 2017年 7月、東京在住の奥竹翠[19]が「第63回　小金井の四季の観光写真展」で2位特選受賞[20]
- 2017年 9月、東京在住のYAJ（矢島徹至）[21]がSony RXシリーズ Instagram フォトコンテストで特別賞受賞[22]
- 2017年 11月、上海在住のジョニー森永（井熊 浩登）が2017「パンダ杯」在中日本人写真コンテストで優秀賞受賞[23]
- 2018年 4月、東京在住の中村正樹が札幌夜景写真コンテスト2017 - 2018で優秀賞受賞[24]
- 2018年 4月、東京在住の中村正樹がTokyo International Foto Awards (TIFA)でHonorable Mention受賞[25]
- 2018年 5月、モスクワ在住の杉本大介がGR SNAPS Vol.1で優秀賞受賞[26]
- 2018年 7月、東京在住の奥竹翠が「第64回　小金井の四季の観光写真展」で5位入選[27]
- 2019年 5月、東京在住の奥竹翠が「小金井公園 江戸東京たてもの園 第17回 桜写真展」にて応募約200点中、最高賞（小金井薄紅桜賞）を受賞[28]